# Saint-Saulve

Saint-Saulve este o comună în departamentul Nord, Franța. În 1 ianuarie 2022 avea o populație de 11.121 de locuitori.